# Jachthuis Kloetinge
Het Jachthuis Kloetinge is een rijksmonument in Kloetinge in de provincie Zeeland, bestaande uit een jagerswoning met bijgebouwen, park en boerderij uit de 19e eeuw.

## Geschiedenis
Johannes Cornelis Clotterbooke Patijn, ambtsheer van Kloetinge, liet in 1871 het hoofdgebouw bouwen. De jagerswoning werd in eclectische stijl gebouwd naar een ontwerp van architect J.H. Hannink. Het huis was oorspronkelijk niet bedoeld als permanente woonplaats maar enkel voor de jacht. Daarom werd het jachthuis in twee delen ontworpen, het voorste gedeelte voor de ambachtsheer en het achterste gedeelte voor de jager die tevens huisbewaarder was. Later werden de twee delen samengevoegd en in 1876 wordt het hele huis verhuurd. In 1886-1888 werd aan de oostkant nog een aanbouw bijgebouwd. Het jachthuis en zijn omgeving kregen in 2009 de status van rijksmonument.
Het jachthuis werd in 2017 nog bewoond door jkvr. Jeanne Jacqueline Radermacher Schorer, de achterkleindochter van J.C. Patijn.

## Omgeving
In 1871-1875 werd een bescheiden park in romantische landschapsstijl aangelegd en de bestaande kreek of eendenput werd met een bocht in de noordelijke richting verlengd zodat het jachthuis op een landtong kwam te liggen. In het oosten werd de kreek in 1873 aangesloten op het bestaande slotenstelsel. Op het gazon voor het huis staan vijf zandstenen sokkels en drie zandstenen tuinvazen. Het toegangshek dat aan het begin van de oprijlaan staat, bestaat uit vierkante palen met een geprofileerde afdekking waartussen een gietijzeren hekken met pijlpunten staat.
In 1889 werd aan de noordkant een hazenhok gebouwd waar het wild na de jacht kon besterven. 

## Boerderij Weltevreden

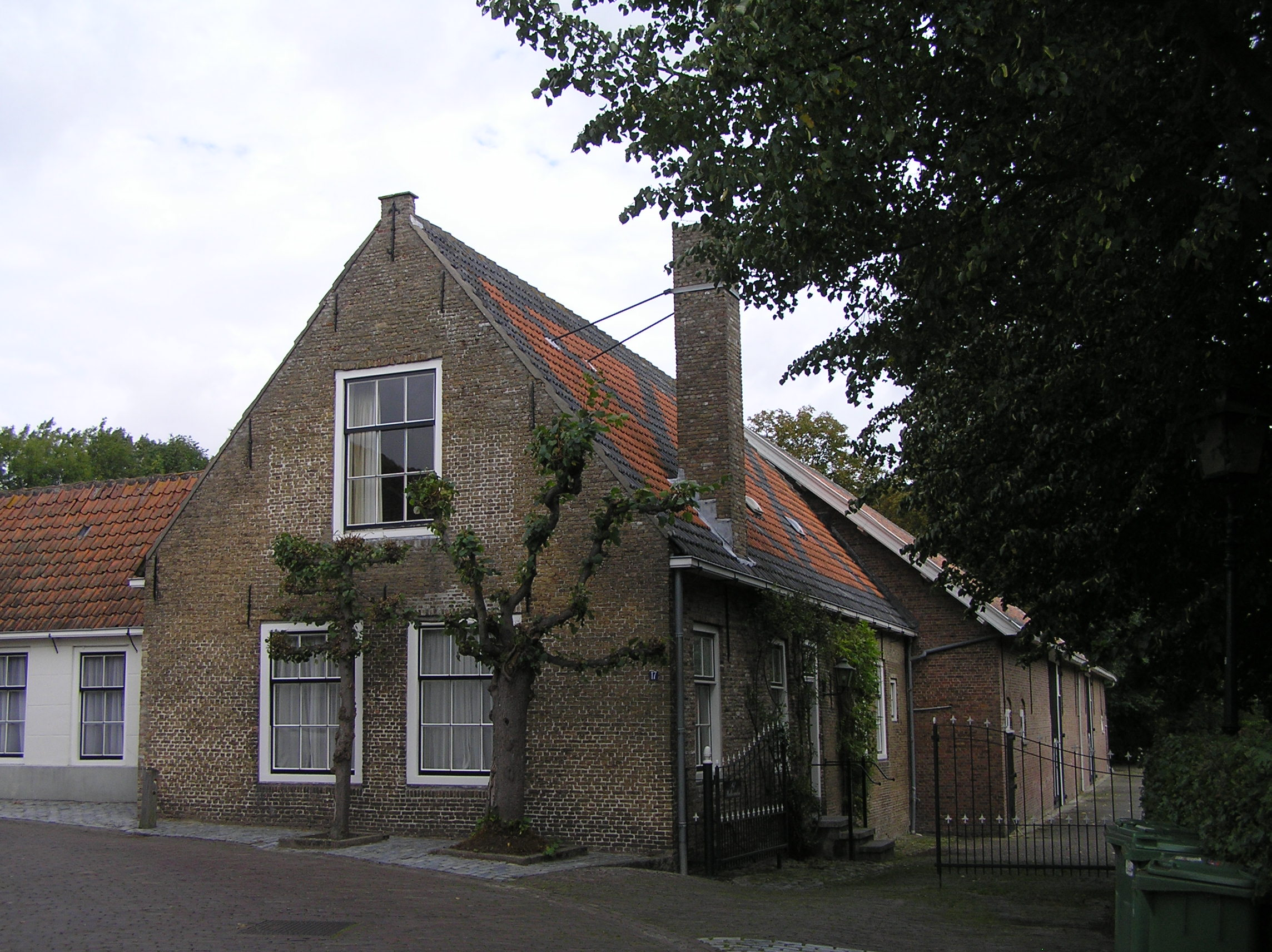
Boerderij Weltevreden

Naast de toegangsweg tot het jachthuis ligt een boerderij uit de 17e eeuw die bestaat uit een voorhuis met aangebouwd bak- of zomerhuis en een grote schuur. De houten wanden van de schuur werden in 1905 vervangen door bakstenen. Het voorhuis is gebouwd met rode en gele bakstenen en voorzien van een zadeldak.